# John Ford (basket-ball)
 (mai 2011).
Si vous disposez d'ouvrages ou d'articles de référence ou si vous connaissez des sites web de qualité traitant du thème abordé ici, merci de compléter l'article en donnant les références utiles à sa vérifiabilité et en les liant à la section « Notes et références ».
Pour les articles homonymes, voir John Ford (homonymie) et Ford (homonymie).
John Ford, né le 21 juillet 1978 à Joliet dans l'Illinois, est un joueur américain de basket-ball . Il mesure 2,07 m et joue au poste de pivot.

## Biographie

### Des États-Unis à l'Europe (1996-2003)
John Ford commence à jouer au basket-ball, au lycée de Joliet Township. En 1996, il renforce l'effectif de l'université de Colorado State (NCAA) où il joue jusqu'en 2000. John Ford est le quatrième meilleur contreur de l'histoire de l'université de Colorado State. À la sortie de son cursus universitaire, John Ford vient jouer en Europe dès la saison 2000-2001, en effectuant une pige dans un club de Lituanie, le Sema Panevėžys (Ligue 1 lituanienne). Il tourne alors à plus de 12 points et 6,7 rebonds par matchs en Lituanie[réf. nécessaire]. Puis la même saison, il revient aux États-Unis, en IBA, chez les Des Moines Dragons (en). John Ford est le meilleur contreur IBA de la saison 2000-2001. Avec Des Moines, Ford est vice-champion de IBA. En fin de saison il passe par différentes équipes exhibitions des États-Unis. La saison suivante, Ford s'engage en CBA, chez les Rockford Lightning. En février 2002, il quitte la CBA à destination d'une autre ligue américaine, en ABA. Il choisit d'intégrer l'équipe de Kansas City et devient champion de ABA avec les Kansas City Knights (en). En fin de saison, il revient en Europe et termine sa saison en Finlande, au Componenta Karkkila (première division finlandaise). De nouveau, la saison suivante (2002-2003), il porte les couleurs de Componenta Karkkila. John Ford est encore le meilleur contreur de la première division finlandaise à l'issue de la saison avec 2,7 contres en moyenne et remporte par ailleurs le championnat de Finlande avec Karkkila[réf. nécessaire]. De plus, il cumule sur la même saison, 18,7 points, 10,4 rebonds, 1,1 interception et 1,9 passe décisive[réf. nécessaire].

### Sa carrière en France (2003-2014)
En 2003-2004, il s'installe en France, à Quimper. L'UJAP Quimper joue alors en NM1. John Ford remporte avec Quimper le championnat de NM1 et est désigné comme étant le MVP étranger de la division. Le pivot nord-américain aligne 19,4 points, 7,8 rebonds et 3,4 contres en moyenne[réf. nécessaire]. Logiquement, il participe au All-Star Game de NM1.
La JSF Nanterre (Pro B) s'intéresse à John Ford et le recrute. John Ford fait encore une bonne saison statistique avec 14,2 points, 6,7 rebonds et 2,1 contres. En 2005-2006, John Ford s'engage avec Besançon qui n'a qu'un seul objectif, remonter en Pro A. C'est chose faite, Besançon monte en Pro A grâce notamment à Ford (18,2 points, 8,1 rebonds et 2,1 contres). La saison suivante, John Ford reste avec Besançon. Malheureusement, Besançon descend encore une fois en Pro B mais John Ford produit en Pro A de belles lignes statistiques avec 15,4 points, 5,7 rebonds et 1 contre en moyenne lors de la saison 2006-2007.
En 2007-2008, Ford prend goût à la Pro A, en signant à l'Élan Chalon. Puis en 2008, John Ford revient à Besançon Basket qui vient de remonter lors du dernier exercice sportif en Pro B. Encore une fois, Besançon tombe en Pro B et disparaît définitivement de l'univers professionnel du basket Français à la suite de problèmes financiers.
Limoges (Pro B) et Éric Girard opte pour le pivot américain afin de compléter sa raquette. Ford décroche avec le Limoges CSP, une montée en Pro A et perd la finale de Pro B contre l'Élan Béarnais Pau-Lacq-Orthez à Bercy. Par la suite, John Ford n'est pas conservé par le CSP mais trouve une nouvelle équipe en NM1. Il s'agit des JSA Bordeaux Basket qui jouent alors en NM1. À la fin de la saison 2010-2011, les JSA Bordeaux Basket montent en Pro B et deviennent champion de NM1. John Ford est élu MVP de NM1.

## Clubs
- 1996-2000 :  Colorado State Rams (NCAA 1)
- 2000-2001 :  Des Moines Dragons (IBA)
- 2001-2002 : 
  -  Rockford Lightning (CBA)
  -  Kansas City Knights (ABA)
- 2002-2003 :  Team Componenta Karkkila (1er division)
- 2003-2004 :  Union Jeanne d'Arc Phalange Quimper  (Nationale 1)
- 2004-2005 :  Jeunesse sportive des Fontenelles de Nanterre (Pro B)
- 2005-2007 :  Besançon Basket Comté Doubs (Pro B puis Pro A)
- 2007-2008 :  Élan sportif chalonnais (Pro A)
- 2008-2009 :  Besançon Basket Comté Doubs (Pro A)
- 2009-2010 :  Limoges CSP (Pro B)
- 2010-2012 :  JSA Bordeaux Basket (Nationale 1) puis (Pro B)
- 2013-2014 :  JSA Bordeaux Basket (Nationale 1)

## Palmarès
- Champion N1 avec la JSA Bordeaux Basket (2011)
- Finaliste  Pro B avec le Limoges CSP (2010)
- 1er de la saison régulière de Pro B avec Besançon (2006)
- Champion N1 avec Quimper (2004)
- Champion de Finlande (2003)
- Champion ABA avec Kansas City Knights (2002)
- Finaliste IBA avec Des Moines Dragons (2001)

## Nominations et distinctions
- 2000-2001 : Meilleur contreur IBA
- 2002-2003 : Meilleur contreur de Finlande
- 2003-2004 : MVP étranger de NM1
- 4e contreur de l’histoire de l’université de Colorado State
- 2010-2011 : MVP de NM1

## All-Star Game
- 2003-2004 : Participe au All-Star Game de NM1